# عبد السلام جريس
البروفيسور عبد السلام محمد أحمد جريس، من مواليد وادي حلفا الولاية الشمالية في السودان، بدأ مسيرة حياته العلمية من مدرسة عكاشة الأولية وعبري الوسطى ووادي حلفا الثانوية ليتخرج في العام 1968 م من كلية الطب جامعة الخرطوم وأختير ليعمل بها كمساعد تدريس، توفي الي رحمة الله يوم الاربعاء 25 مارس 2023م بالخرطوم.

## زمالته
ثم ابتعث إلى إنجلترا في عام 1971 م ليعود منها بزمالة الكلية الملكية لأطباء النساء والتوليد في العام 1975 م، شارك في افتتاح مستشفى سوبا الجامعي في نفس العام.

## الدكتوراه
نال الدكتوراه البحثية من جامعة الخرطوم في العام 1980 م وكان موضوع رسالته : التأثيرات الجانبية والكيميائية لحبوب منع الحمل لدى النساء السودانيات.

## أبحاثه
يعتبر من مؤسسى جمعية رعاية الخصوبة السودانية، شارك في تأسيس الجمعية التنفيذية لإختصاصيى امراض النساء والتوليد، ويعمل حاليا كمستشار أكاديمي لها. كما شارك في تأسيس النادي النوبي في الخرطوم، ومؤسس مركز أبحاث الإنجاب ومركز السودان لأطفال الأنابيب.

## جوائز التقدير
- في العام 2000 م منح شهادة تقدير من جامعة الخرطوم لدوره المتميز حيال أطروحات الشهادة الطبية العليا.
- في العام 2001م منحته رئاسة الجمهورية وسام الجدارة.
- فاز بجائزة جوناثان مان العالمية في الصحة وحقوق الإنسان من المجلس العالمي للصحة بواشنطن عام 2006 م.

## مرضه
الجدير بالذكر ان البروفسير جريس كان مصاباً  بداء عضال منذ العام 2001 م، افقده القدرة على الكلام والحركة بشكل جزئى، لكنه ظل مثالا للمثابرة والعمل المتواصل بشتى السبل، أنشاء طلابه ومريديه منظمة خيرية باسمه تكريما له.

## وصلات خارجية
- منظمة البروفسير جريس الخيرية عبد السلام جريس  على فيسبوك..
- جائزة عالمية رغم الإعاقة على يوتيوب
- صحيفةالسوداني|https://alsudaninews.com/?p=169788%7Cنعي فقيد البلاد البروفيسور عبد السلام جريس[1]

1. ↑  "(السوداني) تنعي فقيد البلاد البروفيسور عبد السلام جريس". صحيفة السوداني. 25 مارس 2023. اطلع عليه بتاريخ 2025-01-17.